# Masters de Hong Kong de 2022
El Masters de Hong Kong de 2022 (conocido en inglés como 2022 Hong Kong Masters) fue un torneo de snooker, profesional y de invitación, que se celebró en el Hong Kong Coliseum de la región asiática entre el 6 y el 9 de octubre de 2022.
Neil Robertson, que llegaba como defensor del título conseguido al imponerse 6-3 a Ronnie O'Sullivan en la final de la anterior edición, cayó en semifinales ante el propio O'Sullivan, que luego se desharía (6-4) de Marco Fu en un partido al que asistieron nueve millares de aficionados.

## Resultados

### Cuadro de la fase final
Entre paréntesis, se indica el puesto en el que accedieron al torneo los jugadores que llegaron como cabezas de serie. Recalcado en negrita figura el ganador de cada partido:
|  | cuartos de final (mejor de 9) | cuartos de final (mejor de 9) |                       |   | semifinales (mejor de 11) | semifinales (mejor de 11) |  |  | final (mejor de 11) | final (mejor de 11) |
|  |                               |                               |                       |   |                           |                           |  |  |                     |                     |
|  |                               |                               |                       |   |                           |                           |  |  |                     |                     |
|  |                               |                               |                       |   |                           |                           |  |  |                     |                     |
|  | Ronnie O'Sullivan (1)         | 5                             |                       |   |                           |                           |  |  |                     |                     |
|  | Ronnie O'Sullivan (1)         | 5                             |                       |   |                           |                           |  |  |                     |                     |
|  | Ng On-yee                     | 0                             |                       |   |                           |                           |  |  |                     |                     |
|  | Ng On-yee                     | 0                             | Ronnie O'Sullivan (1) | 6 |                           |                           |  |  |                     |                     |
|  |                               |                               | Ronnie O'Sullivan (1) | 6 |                           |                           |  |  |                     |                     |
|  |                               | Neil Robertson (4)            | 4                     |   |                           |                           |  |  |                     |                     |
|  | Neil Robertson (4)            | Neil Robertson (4)            | 4                     | 5 |                           |                           |  |  |                     |                     |
|  | Neil Robertson (4)            |                               |                       | 5 |                           |                           |  |  |                     |                     |
|  | Mark Williams                 | 3                             |                       |   |                           |                           |  |  |                     |                     |
|  | Mark Williams                 | 3                             | Ronnie O'Sullivan (1) | 6 |                           |                           |  |  |                     |                     |
|  |                               |                               | Ronnie O'Sullivan (1) | 6 |                           |                           |  |  |                     |                     |
|  |                               | Marco Fu                      | 4                     |   |                           |                           |  |  |                     |                     |
|  | Mark Selby (3)                | Marco Fu                      | 4                     | 2 |                           |                           |  |  |                     |                     |
|  | Mark Selby (3)                |                               |                       | 2 |                           |                           |  |  |                     |                     |
|  | Marco Fu                      | 5                             |                       |   |                           |                           |  |  |                     |                     |
|  | Marco Fu                      | 5                             | Marco Fu              | 6 |                           |                           |  |  |                     |                     |
|  |                               |                               | Marco Fu              | 6 |                           |                           |  |  |                     |                     |
|  |                               | John Higgins                  | 5                     |   |                           |                           |  |  |                     |                     |
|  | Judd Trump (2)                | John Higgins                  | 5                     | 4 |                           |                           |  |  |                     |                     |
|  | Judd Trump (2)                |                               |                       | 4 |                           |                           |  |  |                     |                     |
|  | John Higgins                  | 5                             |                       |   |                           |                           |  |  |                     |                     |
|  | John Higgins                  | 5                             |                       |   |                           |                           |  |  |                     |                     |

## Centenas
Los jugadores consiguieron amasar un total de dieciocho centenas; la más alta, una máxima, fue obra de Fu. Se repartieron así:
- 147 — Marco Fu
- 140, 135, 105, 105, 100 — Neil Robertson
- 136, 120 — Judd Trump
- 133 — Mark Williams
- 114, 105, 105, 104, 100 — Ronnie O'Sullivan
- 112 — Mark Selby
- 105, 105, 102 — John Higgins